# In My Eyes
In My Eyes – singel zespołu Minor Threat wydany w 1981 roku przez firmę Dischord Records.

## Lista utworów
1. In My Eyes
2. Out of Step (With the World)
3. Guilty of Being White
4. Steppin' Stone

## Skład
- Ian MacKaye – wokal
- Lyle Preslar – gitara
- Brian Baker – bas
- Jeff Nelson – perkusja